# Malfa
Malfa (Marfa in siciliano) è un comune italiano di 978 abitanti della città metropolitana di Messina in Sicilia. Si trova sull'isola di Salina, nell'arcipelago delle isole Eolie.

## Geografia fisica

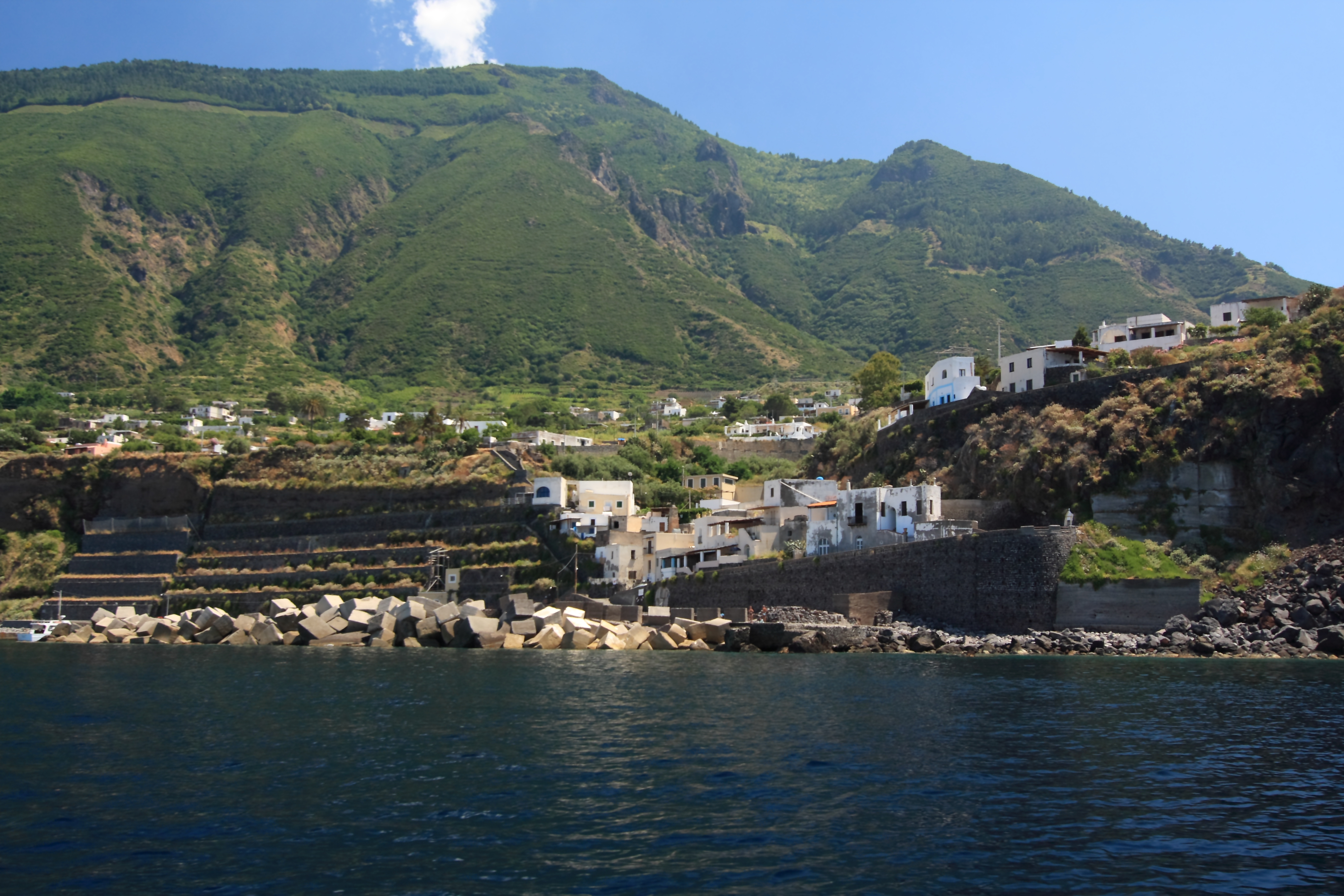
Malfa dal mare

### Territorio
Il comune di Malfa è situato nella parte settentrionale dell'isola di Salina, alle pendici del Monte dei Porri e del Monte Rivi. È una zona fitta di vegetazione, composta di eucalipti, eucalipti rossi, acacie, ontani, olmi, pini, lecci, castagni, felci e molti altri. Su un piccolo altopiano, con sbocco al mare, è situato il paese principale. All'estremità occidentale del comune c'è la frazione di Pollara, su una baia a picco sul mare al centro della quale è situato lo Scoglio Faraglione. Il comune occupa circa un terzo dell'isola.

## Origini del nome
Il nome Malfa deriva dall'arabo marfa, che significa "ancoraggio, porto". Secondo un'altra ipotesi, invece, il nome deriverebbe dalla repubblica marinara di Amalfi, in quanto un gruppo di navigatori proveniente da tale città si stabilì sull'isola nel XII secolo.

## Storia
I ritrovamenti archeologici testimoniano che l'isola di Salina era abitata fin dal V millennio a.C. Al III millennio a.C. risale la colonizzazione dell'isola da parte di genti di stirpe greca, probabilmente gli Eoli. In seguito alla distruzione di questo insediamento, probabilmente compiuto dagli Ausoni, l'isola restò presumibilmente disabitata fino al VI secolo a.C., quando Lipari e di conseguenza Salina furono popolate da genti di stirpe dorica. Nei secoli successivi si susseguirono poi Greci, Romani e Bizantini, fino alla conquista degli Arabi nell'840. Nel XII secolo l'isola venne poi popolata da profughi amalfitani, che sbarcarono a Malfa.
In tempi recenti, nel 1867 l'isola di Salina, essendo l'unica delle Eolie (oltre a Lipari) a essere densamente popolata, venne ordinata a comune autonomo, staccandosi da quello di Lipari, che rimase sulle altre sei isole. Venne così creato il comune di Salina, con capoluogo a Santa Marina. Gli altri paesi dell'isola però mal sopportavano di dover dipendere dal capoluogo per ogni necessità amministrativa, sicché nel 1909 si arrivò alla separazione nei tre comuni di Santa Marina Salina, Malfa e Leni.

### Stemma comunale
Lo stemma comunale riporta l'isola di Salina vista dal mare, sormontata da un uccello in volo, a rappresentare l'ambiente naturale, importante caratteristica del territorio.

## Monumenti e luoghi d'interesse

### Architetture religiose
- Chiesa di Sant'Anna
- Chiesa dell'Immacolata
- Chiesa di San Lorenzo Martire
- Chiesa di Sant'Onofrio Anacoreta (Pollara)

### Aree naturali
- Riserva naturale Le Montagne delle Felci e dei Porri[12][13]

## Società

### Evoluzione demografica
Abitanti censiti

### Etnie e minoranze straniere
Al 31 dicembre 2014 risiedevano a Malfa 114 stranieri, pari al 10,32% della popolazione.

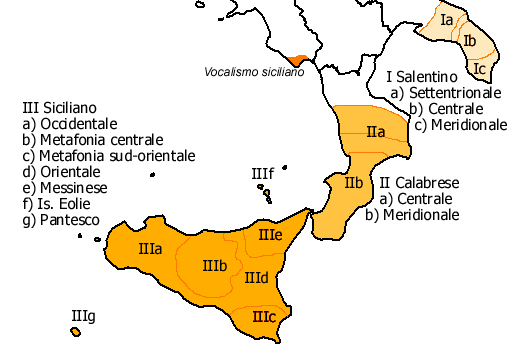
Distribuzione del gruppo siciliano

### Lingue e dialetti
Oltre alla lingua ufficiale italiana, a Malfa si parla la lingua siciliana nella sua variante eoliana. La ricchezza di influenze del siciliano, appartenente alla famiglia delle lingue romanze e classificato nel gruppo meridionale estremo, deriva dalla posizione geografica dell'isola, la cui centralità nel mar Mediterraneo l'ha resa terra di conquista per numerosi popoli gravitanti nell'area mediterranea.

## Cultura

### Scuole

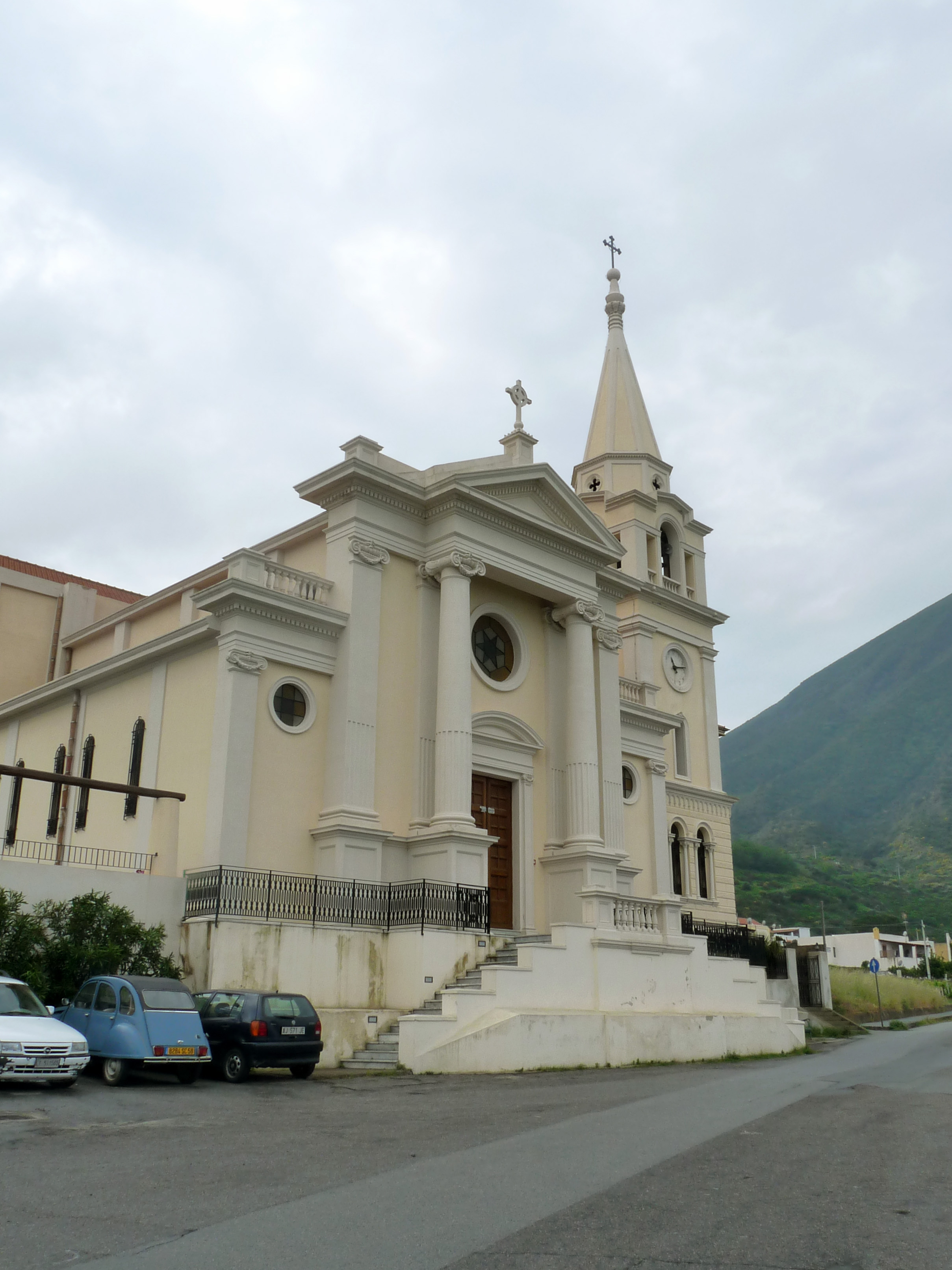
Chiesa di San Lorenzo Martire

- Istituto Comprensivo Isole Salina
- Scuola Media di Malfa

### Musei
- Museo eoliano dell'emigrazione, presso Palazzo Marchetti

### Cinema
Sull'isola di Salina sono stati girati almeno in parte alcuni film, tra i quali i più significativi sono:
- Vulcano (1950), regia di William Dieterle
- Caro diario (1993), regia di Nanni Moretti
- Il postino (1994), regia di Michael Radford, in cui sono ben visibili l'abitato di Pollara e lo Scoglio Faraglione

### Eventi
- Dal 2007 Malfa, insieme agli altri comuni dell'isola di Salina, è sede del SalinaDocFest, festival internazionale del documentario narrativo.

## Geografia antropica

La baia di Pollara

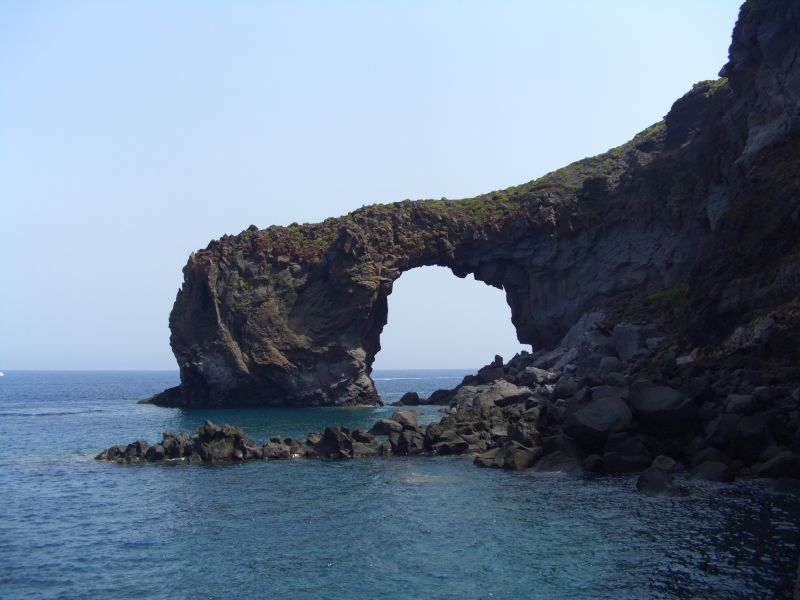
Punta del Perciato (arco naturale nei pressi di Pollara)

Oltre all'abitato principale, nel comune di Malfa sono presenti le frazioni di Pollara e Capo Faro.

### Pollara
Il paese è situato nella parte occidentale dell'isola, su una baia sul mare che è in realtà un antico cratere vulcanico. La spiaggia è comunque alquanto piccola, poiché la baia non scende fino al livello del mare ma forma una piccola scogliera. A poca distanza, nel centro della baia è situato lo Scoglio Faraglione, classificato come neck, o collo vulcanico.

## Economia
L'economia si basa sull'agricoltura (vite, uva passa, olive, capperi), artigianato, pesca (pesce spada) e turismo. Rinomata è la produzione di vino.

## Amministrazione
Di seguito è presentata una tabella relativa alle amministrazioni che si sono succedute in questo comune.
| Periodo          | Periodo          | Primo cittadino      | Partito      | Carica  | Note   |
| ---------------- | ---------------- | -------------------- | ------------ | ------- | ------ |
| 5 luglio 1988    | 1º dicembre 1997 | Basile Sottile       | DC/PPI       | Sindaco | [ 16 ] |
| 1º dicembre 1997 | 15 maggio 2007   | Virgilio Ciampi      | lista civica | Sindaco | [ 16 ] |
| 15 maggio 2007   | 11 giugno 2017   | Salvatore Longhitano | lista civica | Sindaco | [ 16 ] |
| 11 giugno 2017   | 15 agosto 2025   | Clara Rametta        | lista civica | Sindaco | [ 16 ] |

### Altre informazioni amministrative
Il comune di Malfa fa parte delle seguenti organizzazioni sovracomunali: regione agraria n.11 (Isole di Lipari).

## Sport
A Malfa gioca la locale società calcistica l'A.S.D. Malfa, che milita nel campionato di Terza Categoria. I colori sociali sono il bianco, il rosso e il giallo.